# Gampaha (district)

Localisation du district de Gampaha.

Le district de Gampaha (singhalais : ගම්පහ දිස්ත්‍රික්කය, tamoul : கம்பகா மாவட்டம்) est un des vingt-cinq districts du Sri Lanka. Avec Puttalam, c'est l'un des districts de la province de l'Ouest. Il mesure 1 386,6 km2 et sa capitale est Gampaha.

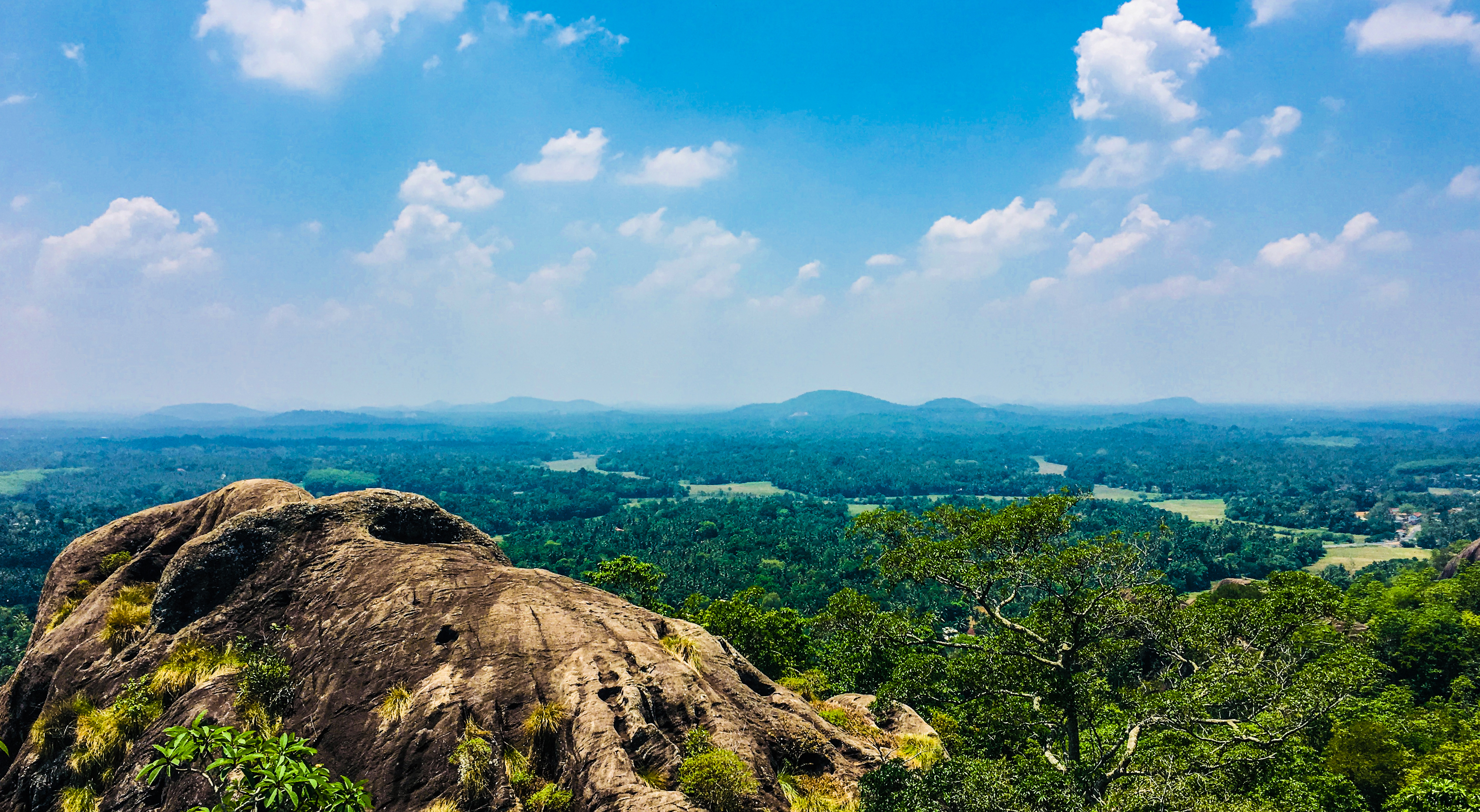
Gampaha